# Harpagolestes
Harpagolestes es un  género extinto mesoníquidos que vivieron en Asia entre el Eoceno medio y Tardío. Los restos fósiles se han descubierto en Mongolia, China, y al menos eun especie en Corea y posiblemente Norteamérica. Harpagolestes tenía dientes fuertes y curvados, una mandíbula inferior protruida hacia abajo, un cráneo grande y gran desgaste en los molares. Estas características junto a sus brazos fornidos sugieren que se trataba de un carroñero que no podía perseguir una presa. El desgaste en los molares sugiere que trituraba huesos con regularidad.

## Especies
- Género Harpagolestes
  - Harpagolestes immanis
  - Harpagolestes koreanicus
  - Harpagolestes orientalis